# Istituto tecnico tecnologico
L'istituto tecnico tecnologico (ITT), chiamato anche istituto tecnico settore tecnologico (ITSE), è una scuola secondaria di secondo grado Italiana caratterizzata dall'insegnamento di elementi di cultura generale in connubio a competenze specifiche dei settori tecnologia, salute e storia naturale, in particolare nelle loro componenti applicative e pratiche. In comune con l'istituto tecnico economico ha anche alcune ore dedicate allo studio del diritto e dell'economia, che sono però presenti solitamente solo nel primo biennio.
Gli studenti possono accedervi al completamento dell'istruzione secondaria di primo grado.
L'istituto tecnico, sia economico che tecnologico, si distingue per il fatto di fornire sia conoscenze applicative e pratiche, tipiche di un istituto professionale, sia conoscenze generali e teoriche, tipiche di un liceo, ma con un maggiore approfondimento verso le componenti applicative di tali discipline più che sulla riflessione teorica. Ogni istituto dura 5 anni, con un biennio comune e introduttivo e un triennio in cui si affrontano materie specifiche date dall'indirizzo preso. La tecnica, concepita come l'uso appropriato e logico di strumenti conoscitivi di base per ottenere un risultato da certe premesse, è la caratteristica comune del percorso formativo di tale tipologia di istituto scolastico.

## Ordinamento attuale

### Meccanica, meccatronica ed energia
Indirizzo che va a sostituire l'istituto tecnico industriale (indirizzi di meccanica). Il piano di studi previsto a partire dall'anno scolastico 2010/2011 è il seguente:

#### Articolazione meccanica e meccatronica
| Discipline                                          | 1° Biennio | 1° Biennio | 2° Biennio | 2° Biennio | V anno |
| Discipline                                          | I anno     | II anno    | III anno   | IV anno    | V anno |
| --------------------------------------------------- | ---------- | ---------- | ---------- | ---------- | ------ |
| Lingua e letteratura italiana                       | 4          | 4          | 4          | 4          | 4      |
| Lingua inglese                                      | 3          | 3          | 3          | 3          | 3      |
| Storia                                              | 2          | 2          | 2          | 2          | 2      |
| Matematica                                          | 4          | 4          | 3          | 3          | 3      |
| Tecnologie informatiche                             | 3(2)       | -          | -          | -          | -      |
| Scienze e tecnologie applicate                      | -          | 3          | -          | -          | -      |
| Scienze integrate (Fisica)                          | 3(1)       | 3(1)       | -          | -          | -      |
| Scienze integrate (Chimica)                         | 3(1)       | 3(1)       | -          | -          | -      |
| Scienze integrate (scienze della Terra e biologia)  | 2          | 2          | -          | -          | -      |
| Geografia generale ed economica                     | 1          | -          | -          | -          | -      |
| Tecnologie e tecniche di rappresentazione grafica   | 3(1)       | 3(1)       | -          | -          | -      |
| Diritto ed economia                                 | 2          | 2          | -          | -          | -      |
| Complementi di matematica                           | -          | -          | 1          | 1          | -      |
| Meccanica, macchine ed energia                      | -          | -          | 4(2)       | 4(2)       | 4(2)   |
| Sistemi e automazione                               | -          | -          | 4(2)       | 3(2)       | 3(2)   |
| Tecnologie meccaniche di processo e prodotto        | -          | -          | 5(2)       | 5(3)       | 5(4)   |
| Disegno, progettazione e organizzazione industriale | -          | -          | 3(2)       | 4(2)       | 5(2)   |
| Scienze motorie e sportive                          | 2          | 2          | 2          | 2          | 2      |
| Religione cattolica o attività alternative          | 1          | 1          | 1          | 1          | 1      |
| Totale delle ore settimanali                        | 33(5)      | 32(3)      | 32(8)      | 32(9)      | 32(10) |

#### Articolazione energia
| Discipline                                         | 1° Biennio | 1° Biennio | 2° Biennio | 2° Biennio | V anno |
| Discipline                                         | I anno     | II anno    | III anno   | IV anno    | V anno |
| -------------------------------------------------- | ---------- | ---------- | ---------- | ---------- | ------ |
| Lingua e letteratura italiana                      | 4          | 4          | 4          | 4          | 4      |
| Lingua inglese                                     | 3          | 3          | 3          | 3          | 3      |
| Storia                                             | 2          | 2          | 2          | 2          | 2      |
| Matematica                                         | 4          | 4          | 3          | 3          | 3      |
| Tecnologie informatiche                            | 3(2)       | -          | -          | -          | -      |
| Scienze e tecnologie applicate                     | -          | 3          | -          | -          | -      |
| Scienze integrate (Fisica)                         | 3(1)       | 3(1)       | -          | -          | -      |
| Scienze integrate (Chimica)                        | 3(1)       | 3(1)       | -          | -          | -      |
| Scienze integrate (scienze della Terra e biologia) | 2          | 2          | -          | -          | -      |
| Geografia generale ed economica                    | 1          | -          | -          | -          | -      |
| Tecnologie e tecniche di rappresentazione grafica  | 3(1)       | 3(1)       | -          | -          | -      |
| Diritto ed economia                                | 2          | 2          | -          | -          | -      |
| Complementi di matematica                          | -          | -          | 1          | 1          | -      |
| Meccanica, macchine ed energia                     | -          | -          | 5(2)       | 5(3)       | 5(4)   |
| Sistemi e automazione                              | -          | -          | 4(2)       | 4(2)       | 4(2)   |
| Tecnologie meccaniche di processo e prodotto       | -          | -          | 4(2)       | 2(1)       | 2      |
| Impianti energetici, disegno e progettazione       | -          | -          | 3(2)       | 5(3)       | 6(4)   |
| Scienze motorie e sportive                         | 2          | 2          | 2          | 2          | 2      |
| Religione cattolica o attività alternative         | 1          | 1          | 1          | 1          | 1      |
| Totale delle ore settimanali                       | 33(5)      | 32(3)      | 32(8)      | 32(9)      | 32(10) |

L'attività didattica di laboratorio caratterizza gli insegnamenti dell'area di indirizzo dei percorsi degli istituti tecnici; le ore indicate tra parentesi sono riferite alle attività di laboratorio che prevedono la compresenza degli insegnanti tecnico-pratici.

### Trasporti e logistica
Indirizzo che va a sostituire l'istituto tecnico nautico, Istituto tecnico aeronautico e Istituto tecnico industriale (indirizzi di navalmeccanica e costruzioni aeronautiche). Il piano di studi previsto a partire dall'anno scolastico 2010/2011 è il seguente:

#### Articolazione costruzione del mezzo
| Discipline                                           |  | 1° Biennio | 1° Biennio | 2° Biennio | 2° Biennio | V anno |
| Discipline                                           |  | I anno     | II anno    | III anno   | IV anno    | V anno |
| ---------------------------------------------------- |  | ---------- | ---------- | ---------- | ---------- | ------ |
| Lingua e letteratura italiana                        |  | 4          | 4          | 4          | 4          | 4      |
| Lingua inglese                                       |  | 3          | 3          | 3          | 3          | 3      |
| Storia                                               |  | 2          | 2          | 2          | 2          | 2      |
| Matematica                                           |  | 4          | 4          | 3          | 3          | 3      |
| Tecnologie informatiche                              |  | 3(2)       | -          | -          | -          | -      |
| Scienze e tecnologie applicate                       |  | -          | 3          | -          | -          | -      |
| Scienze integrate (Fisica)                           |  | 3(1)       | 3(1)       | -          | -          | -      |
| Scienze integrate (Chimica)                          |  | 3(1)       | 3(1)       | -          | -          | -      |
| Scienze integrate (scienze della Terra e biologia)   |  | 2          | 2          | -          | -          | -      |
| Geografia generale ed economica                      |  | 1          | -          | -          | -          | -      |
| Tecnologie e tecniche di rappresentazione grafica    |  | 3(1)       | 3(1)       | -          | -          | -      |
| Diritto ed economia                                  |  | 2          | 2          | 2          | 2          | 2      |
| Complementi di matematica                            |  | -          | -          | 1          | 1          | -      |
| Elettrotecnica, elettronica e automazione            |  | -          | -          | 3(2)       | 3(2)       | 3(2)   |
| Struttura, costruzione, sistemi e impianti del mezzo |  | -          | -          | 5(4)       | 5(4)       | 8(6)   |
| Meccanica, macchine e sistemi propulsivi             |  | -          | -          | 3(2)       | 3(2)       | 4(2)   |
| Logistica                                            |  | -          | -          | 3          | 3(1)       | -      |
| Scienze motorie e sportive                           |  | 2          | 2          | 2          | 2          | 2      |
| Religione cattolica o attività alternative           |  | 1          | 1          | 1          | 1          | 1      |
| Totale delle ore settimanali                         |  | 33(5)      | 32(3)      | 32(8)      | 32(9)      | 32(10) |

#### Articolazione conduzione del mezzo
| Discipline                                                   | 1° Biennio | 1° Biennio | 2° Biennio | 2° Biennio | V anno |
| Discipline                                                   | I anno     | II anno    | III anno   | IV anno    | V anno |
| ------------------------------------------------------------ | ---------- | ---------- | ---------- | ---------- | ------ |
| Lingua e letteratura italiana                                | 4          | 4          | 4          | 4          | 4      |
| Lingua inglese                                               | 3          | 3          | 3          | 3          | 3      |
| Storia                                                       | 2          | 2          | 2          | 2          | 2      |
| Matematica                                                   | 4          | 4          | 3          | 3          | 3      |
| Tecnologie informatiche                                      | 3(2)       | -          | -          | -          | -      |
| Scienze e tecnologie applicate                               | -          | 3          | -          | -          | -      |
| Scienze integrate (Fisica)                                   | 3(1)       | 3(1)       | -          | -          | -      |
| Scienze integrate (Chimica)                                  | 3(1)       | 3(1)       | -          | -          | -      |
| Scienze integrate (scienze della Terra e biologia)           | 2          | 2          | -          | -          | -      |
| Geografia generale ed economica                              | 1          | -          | -          | -          | -      |
| Tecnologie e tecniche di rappresentazione grafica            | 3(1)       | 3(1)       | -          | -          | -      |
| Diritto ed economia                                          | 2          | 2          | 2          | 2          | 2      |
| Complementi di matematica                                    | -          | -          | 1          | 1          | -      |
| Elettrotecnica, elettronica e automazione                    | -          | -          | 3(2)       | 3(2)       | 3(2)   |
| Scienze della navigazione, struttura e costruzione del mezzo | -          | -          | 5(2)       | 5(3)       | 8(6)   |
| Meccanica e macchine                                         | -          | -          | 3(2)       | 3(2)       | 4(2)   |
| Logistica                                                    | -          | -          | 3(2)       | 3(2)       | -      |
| Scienze motorie e sportive                                   | 2          | 2          | 2          | 2          | 2      |
| Religione cattolica o attività alternative                   | 1          | 1          | 1          | 1          | 1      |
| Totale delle ore settimanali                                 | 33(5)      | 32(3)      | 32(8)      | 32(9)      | 32(10) |

#### Articolazione logistica
| Discipline                                                   | 1° Biennio | 1° Biennio | 2° Biennio | 2° Biennio | V anno |
| Discipline                                                   | I anno     | II anno    | III anno   | IV anno    | V anno |
| ------------------------------------------------------------ | ---------- | ---------- | ---------- | ---------- | ------ |
| Lingua e letteratura italiana                                | 4          | 4          | 4          | 4          | 4      |
| Lingua inglese                                               | 3          | 3          | 3          | 3          | 3      |
| Storia                                                       | 2          | 2          | 2          | 2          | 2      |
| Matematica                                                   | 4          | 4          | 3          | 3          | 3      |
| Tecnologie informatiche                                      | 3          | -          | -          | -          | -      |
| Scienze e tecnologie applicate                               | -          | 3          | -          | -          | -      |
| Scienze integrate (Fisica)                                   | 3          | 3          | -          | -          | -      |
| Scienze integrate (Chimica)                                  | 3          | 3          | -          | -          | -      |
| Scienze integrate (scienze della Terra e biologia)           | 2          | 2          | -          | -          | -      |
| Geografia generale ed economica                              | 1          | -          | -          | -          | -      |
| Tecnologie e tecniche di rappresentazione grafica            | 3          | 3          | -          | -          | -      |
| Diritto ed economia                                          | 2          | 2          | 2          | 2          | 2      |
| Complementi di matematica                                    | -          | -          | 1          | 1          | -      |
| Elettrotecnica, elettronica e automazione                    | -          | -          | 3          | 3          | 3      |
| Scienze della navigazione e struttura dei mezzi di trasporto | -          | -          | 3          | 3          | 3      |
| Meccanica e macchine                                         | -          | -          | 3          | 3          | 3      |
| Logistica                                                    | -          | -          | 5          | 5          | 6      |
| Scienze motorie e sportive                                   | 2          | 2          | 2          | 2          | 2      |
| Religione cattolica o attività alternative                   | 1          | 1          | 1          | 1          | 1      |
| Totale delle ore settimanali                                 | 33         | 32         | 32         | 32         | 32     |

L'attività didattica di laboratorio caratterizza gli insegnamenti dell'area di indirizzo dei percorsi degli istituti tecnici; le ore indicate tra parentesi sono riferite alle attività di laboratorio che prevedono la compresenza degli insegnanti tecnico-pratici.

### Elettronica ed elettrotecnica
Indirizzo che va a sostituire l'istituto tecnico industriale (indirizzi di elettronica). L'unica differenza tra le articolazioni di elettrotecnica e di elettronica sono le attività di laboratorio, mentre il piano di studio è lo stesso. Di seguito quello previsto a partire dall'anno scolastico 2010/2011:

#### Articolazione elettronica
| Discipline                                                     | 1° Biennio | 1° Biennio | 2° Biennio | 2° Biennio | V anno |
| Discipline                                                     | I anno     | II anno    | III anno   | IV anno    | V anno |
| -------------------------------------------------------------- | ---------- | ---------- | ---------- | ---------- | ------ |
| Lingua e letteratura italiana                                  | 4          | 4          | 4          | 4          | 4      |
| Lingua inglese                                                 | 3          | 3          | 3          | 3          | 3      |
| Storia                                                         | 2          | 2          | 2          | 2          | 2      |
| Matematica                                                     | 4          | 4          | 3          | 3          | 3      |
| Tecnologie informatiche                                        | 3(2)       | -          | -          | -          | -      |
| Scienze e tecnologie applicate                                 | -          | 3          | -          | -          | -      |
| Scienze integrate (Fisica)                                     | 3(1)       | 3(1)       | -          | -          | -      |
| Scienze integrate (Chimica)                                    | 3(1)       | 3(1)       | -          | -          | -      |
| Scienze integrate (scienze della Terra e biologia)             | 2          | 2          | -          | -          | -      |
| Geografia generale ed economica                                | 1          | -          | -          | -          | -      |
| Tecnologie e tecniche di rappresentazione grafica              | 3(1)       | 3(1)       | -          | -          | -      |
| Diritto ed economia                                            | 2          | 2          | -          | -          | -      |
| Complementi di matematica                                      | -          | -          | 1          | 1          | -      |
| Tecnologie e progettazione di sistemi elettrici ed elettronici | -          | -          | 5(4)       | 5(4)       | 6(4)   |
| Elettrotecnica ed elettronica                                  | -          | -          | 7(3)       | 6(3)       | 6(3)   |
| Sistemi automatici                                             | -          | -          | 4(2)       | 5(2)       | 5(2)   |
| Scienze motorie e sportive                                     | 2          | 2          | 2          | 2          | 2      |
| Religione cattolica o attività alternative                     | 1          | 1          | 1          | 1          | 1      |
| Totale delle ore settimanali                                   | 33(5)      | 32(3)      | 32(9)      | 32(9)      | 32(9)  |

#### Articolazione elettrotecnica
| Discipline                                                     | 1° Biennio | 1° Biennio | 2° Biennio | 2° Biennio | V anno |
| Discipline                                                     | I anno     | II anno    | III anno   | IV anno    | V anno |
| -------------------------------------------------------------- | ---------- | ---------- | ---------- | ---------- | ------ |
| Lingua e letteratura italiana                                  | 4          | 4          | 4          | 4          | 4      |
| Lingua inglese                                                 | 3          | 3          | 3          | 3          | 3      |
| Storia                                                         | 2          | 2          | 2          | 2          | 2      |
| Matematica                                                     | 4          | 4          | 3          | 3          | 3      |
| Tecnologie informatiche                                        | 3(2)       | -          | -          | -          | -      |
| Scienze e tecnologie applicate                                 | -          | 3          | -          | -          | -      |
| Scienze integrate (Fisica)                                     | 3(1)       | 3(1)       | -          | -          | -      |
| Scienze integrate (Chimica)                                    | 3(1)       | 3(1)       | -          | -          | -      |
| Scienze integrate (scienze della Terra e biologia)             | 2          | 2          | -          | -          | -      |
| Geografia generale ed economica                                | 1          | -          | -          | -          | -      |
| Tecnologie e tecniche di rappresentazione grafica              | 3(1)       | 3(1)       | -          | -          | -      |
| Diritto ed economia                                            | 2          | 2          | -          | -          | -      |
| Complementi di matematica                                      | -          | -          | 1          | 1          | -      |
| Tecnologie e progettazione di sistemi elettrici ed elettronici | -          | -          | 5(3)       | 5(3)       | 6(4)   |
| Elettrotecnica ed elettronica                                  | -          | -          | 7(3)       | 6(3)       | 6(3)   |
| Sistemi automatici                                             | -          | -          | 4(2)       | 5(3)       | 5(3)   |
| Scienze motorie e sportive                                     | 2          | 2          | 2          | 2          | 2      |
| Religione cattolica o attività alternative                     | 1          | 1          | 1          | 1          | 1      |
| Totale delle ore settimanali                                   | 33(5)      | 32(3)      | 32(8)      | 32(9)      | 32(10) |

#### Articolazione automazione
| Discipline                                                     | 1° Biennio | 1° Biennio | 2° Biennio | 2° Biennio | V anno |
| Discipline                                                     | I anno     | II anno    | III anno   | IV anno    | V anno |
| -------------------------------------------------------------- | ---------- | ---------- | ---------- | ---------- | ------ |
| Lingua e letteratura italiana                                  | 4          | 4          | 4          | 4          | 4      |
| Lingua inglese                                                 | 3          | 3          | 3          | 3          | 3      |
| Storia                                                         | 2          | 2          | 2          | 2          | 2      |
| Matematica                                                     | 4          | 4          | 3          | 3          | 3      |
| Tecnologie informatiche                                        | 3          | -          | -          | -          | -      |
| Scienze e tecnologie applicate                                 | -          | 3          | -          | -          | -      |
| Scienze integrate (Fisica)                                     | 3          | 3          | -          | -          | -      |
| Scienze integrate (Chimica)                                    | 3          | 3          | -          | -          | -      |
| Scienze integrate (scienze della Terra e biologia)             | 2          | 2          | -          | -          | -      |
| Geografia generale ed economica                                | 1          | -          | -          | -          | -      |
| Tecnologie e tecniche di rappresentazione grafica              | 3          | 3          | -          | -          | -      |
| Diritto ed economia                                            | 2          | 2          | -          | -          | -      |
| Complementi di matematica                                      | -          | -          | 1          | 1          | -      |
| Tecnologie e progettazione di sistemi elettrici ed elettronici | -          | -          | 5          | 5          | 6      |
| Elettrotecnica ed elettronica                                  | -          | -          | 7          | 5          | 5      |
| Sistemi automatici                                             | -          | -          | 4          | 6          | 6      |
| Scienze motorie e sportive                                     | 2          | 2          | 2          | 2          | 2      |
| Religione cattolica o attività alternative                     | 1          | 1          | 1          | 1          | 1      |
| Totale delle ore settimanali                                   | 33         | 32         | 32         | 32         | 32     |

L'attività didattica di laboratorio caratterizza gli insegnamenti dell'area di indirizzo dei percorsi degli istituti tecnici; le ore indicate tra parentesi sono riferite alle attività di laboratorio che prevedono la compresenza degli insegnanti tecnico-pratici.

### Informatica e telecomunicazioni
Indirizzo che va a sostituire l'istituto tecnico industriale (indirizzi di informatica e telecomunicazione). Il piano di studi previsto a partire dall'anno scolastico 2010/2011 è il seguente:

#### Articolazione informatica
| Discipline                                                               | 1° Biennio | 1° Biennio | 2° Biennio | 2° Biennio | V anno |
| Discipline                                                               | I anno     | II anno    | III anno   | IV anno    | V anno |
| ------------------------------------------------------------------------ | ---------- | ---------- | ---------- | ---------- | ------ |
| Lingua e letteratura italiana                                            | 4          | 4          | 4          | 4          | 4      |
| Lingua inglese                                                           | 3          | 3          | 3          | 3          | 3      |
| Storia                                                                   | 2          | 2          | 2          | 2          | 2      |
| Matematica                                                               | 4          | 4          | 3          | 3          | 3      |
| Tecnologie informatiche                                                  | 3(2)       | -          | -          | -          | -      |
| Scienze e tecnologie applicate                                           | -          | 3          | -          | -          | -      |
| Scienze integrate (Fisica)                                               | 3(1)       | 3(1)       | -          | -          | -      |
| Scienze integrate (Chimica)                                              | 3(1)       | 3(1)       | -          | -          | -      |
| Scienze integrate (scienze della Terra e biologia)                       | 2          | 2          | -          | -          | -      |
| Geografia generale ed economica                                          | 1          | -          | -          | -          | -      |
| Tecnologie e tecniche di rappresentazione grafica                        | 3(1)       | 3(1)       | -          | -          | -      |
| Diritto ed economia                                                      | 2          | 2          | -          | -          | -      |
| Complementi di matematica                                                | -          | -          | 1          | 1          | -      |
| Sistemi e reti                                                           | -          | -          | 4(2)       | 4(2)       | 4(3)   |
| Tecnologie e progettazione di sistemi informatici e di telecomunicazioni | -          | -          | 3(2)       | 3(2)       | 4(2)   |
| Gestione progetto, organizzazione d'impresa                              | -          | -          | -          | -          | 3      |
| Informatica                                                              | -          | -          | 6(3)       | 6(3)       | 6(4)   |
| Telecomunicazioni                                                        | -          | -          | 3(2)       | 3(2)       | -      |
| Scienze motorie e sportive                                               | 2          | 2          | 2          | 2          | 2      |
| Religione cattolica o attività alternative                               | 1          | 1          | 1          | 1          | 1      |
| Totale delle ore settimanali                                             | 33(5)      | 32(3)      | 32(9)      | 32(9)      | 32(9)  |

#### Articolazione telecomunicazioni
| Discipline                                                               | 1° Biennio | 1° Biennio | 2° Biennio | 2° Biennio | V anno |
| Discipline                                                               | I anno     | II anno    | III anno   | IV anno    | V anno |
| ------------------------------------------------------------------------ | ---------- | ---------- | ---------- | ---------- | ------ |
| Lingua e letteratura italiana                                            | 4          | 4          | 4          | 4          | 4      |
| Lingua inglese                                                           | 3          | 3          | 3          | 3          | 3      |
| Storia                                                                   | 2          | 2          | 2          | 2          | 2      |
| Matematica                                                               | 4          | 4          | 3          | 3          | 3      |
| Tecnologie informatiche                                                  | 3(2)       | -          | -          | -          | -      |
| Scienze e tecnologie applicate                                           | -          | 3          | -          | -          | -      |
| Scienze integrate (Fisica)                                               | 3(1)       | 3(1)       | -          | -          | -      |
| Scienze integrate (Chimica)                                              | 3(1)       | 3(1)       | -          | -          | -      |
| Scienze integrate (scienze della Terra e biologia)                       | 2          | 2          | -          | -          | -      |
| Geografia generale ed economica                                          | 1          | -          | -          | -          | -      |
| Tecnologie e tecniche di rappresentazione grafica                        | 3(1)       | 3(1)       | -          | -          | -      |
| Diritto ed economia                                                      | 2          | 2          | -          | -          | -      |
| Complementi di matematica                                                | -          | -          | 1          | 1          | -      |
| Sistemi e reti                                                           | -          | -          | 4(2)       | 4(2)       | 4(3)   |
| Tecnologie e progettazione di sistemi informatici e di telecomunicazioni | -          | -          | 3(1)       | 3(2)       | 4(3)   |
| Gestione progetto, organizzazione d'impresa                              | -          | -          | -          | -          | 3      |
| Informatica                                                              | -          | -          | 3(2)       | 3(2)       | -      |
| Telecomunicazioni                                                        | -          | -          | 6(3)       | 6(3)       | 6(4)   |
| Scienze motorie e sportive                                               | 2          | 2          | 2          | 2          | 2      |
| Religione cattolica o attività alternative                               | 1          | 1          | 1          | 1          | 1      |
| Totale delle ore settimanali                                             | 33(5)      | 32(3)      | 32(8)      | 32(9)      | 32(10) |

L'attività didattica di laboratorio caratterizza gli insegnamenti dell'area di indirizzo dei percorsi degli istituti tecnici; le ore indicate tra parentesi sono riferite alle attività di laboratorio che prevedono la compresenza degli insegnanti tecnico-pratici.

### Grafica e comunicazione
Indirizzo che va a sostituire l'istituto tecnico industriale (indirizzo di arti grafiche). Il piano di studi previsto a partire dall'anno scolastico 2010/2011 è il seguente:
| Discipline                                         | 1° Biennio | 1° Biennio | 2° Biennio | 2° Biennio | V anno |
| Discipline                                         | I anno     | II anno    | III anno   | IV anno    | V anno |
| -------------------------------------------------- | ---------- | ---------- | ---------- | ---------- | ------ |
| Lingua e letteratura italiana                      | 4          | 4          | 4          | 4          | 4      |
| Lingua inglese                                     | 3          | 3          | 3          | 3          | 3      |
| Storia                                             | 2          | 2          | 2          | 2          | 2      |
| Matematica                                         | 4          | 4          | 3          | 3          | 3      |
| Tecnologie informatiche                            | 3(2)       | -          | -          | -          | -      |
| Scienze e tecnologie applicate                     | -          | 3          | -          | -          | -      |
| Scienze integrate (Fisica)                         | 3(1)       | 3(1)       | -          | -          | -      |
| Scienze integrate (Chimica)                        | 3(1)       | 3(1)       | -          | -          | -      |
| Scienze integrate (scienze della Terra e biologia) | 2          | 2          | -          | -          | -      |
| Geografia generale ed economica                    | 1          | -          | -          | -          | -      |
| Tecnologie e tecniche di rappresentazione grafica  | 3(1)       | 3(1)       | -          | -          | -      |
| Diritto ed economia                                | 2          | 2          | -          | -          | -      |
| Complementi di matematica                          | -          | -          | 1          | 1          | -      |
| Teoria della comunicazione                         | -          | -          | 2          | 3          | -      |
| Progettazione multimediale                         | -          | -          | 4(2)       | 3(3)       | 4(4)   |
| Tecnologie dei processi di produzione              | -          | -          | 4          | 4          | 3      |
| Organizzazione e gestione dei processi produttivi  | -          | -          | -          | -          | 4      |
| Laboratori tecnici                                 | -          | -          | 6(6)       | 6(6)       | 6(6)   |
| Scienze motorie e sportive                         | 2          | 2          | 2          | 2          | 2      |
| Religione cattolica o attività alternative         | 1          | 1          | 1          | 1          | 1      |
| Totale delle ore settimanali                       | 33(5)      | 32(3)      | 32(8)      | 32(9)      | 32(10) |

L'attività didattica di laboratorio caratterizza gli insegnamenti dell'area di indirizzo dei percorsi degli istituti tecnici; le ore indicate tra parentesi sono riferite alle attività di laboratorio che prevedono la compresenza degli insegnanti tecnico-pratici.

### Chimica, materiali e biotecnologie
Indirizzo che va a sostituire il liceo scientifico biologico. Il piano di studi previsto a partire dall'anno scolastico 2010/2011 è il seguente:

#### Articolazione chimica e materiali
| Discipline                                         | 1° Biennio | 1° Biennio | 2° Biennio | 2° Biennio | V anno |
| Discipline                                         | I anno     | II anno    | III anno   | IV anno    | V anno |
| -------------------------------------------------- | ---------- | ---------- | ---------- | ---------- | ------ |
| Lingua e letteratura italiana                      | 4          | 4          | 4          | 4          | 4      |
| Lingua inglese                                     | 3          | 3          | 3          | 3          | 3      |
| Storia                                             | 2          | 2          | 2          | 2          | 2      |
| Matematica                                         | 4          | 4          | 3          | 3          | 3      |
| Tecnologie informatiche                            | 3(2)       | -          | -          | -          | -      |
| Scienze e tecnologie applicate                     | -          | 3          | -          | -          | -      |
| Scienze integrate (Fisica)                         | 3(1)       | 3(1)       | -          | -          | -      |
| Scienze integrate (Chimica)                        | 3(1)       | 3(1)       | -          | -          | -      |
| Scienze integrate (scienze della Terra e biologia) | 2          | 2          | -          | -          | -      |
| Geografia generale ed economica                    | 1          | -          | -          | -          | -      |
| Tecnologie e tecniche di rappresentazione grafica  | 3(1)       | 3(1)       | -          | -          | -      |
| Diritto ed economia                                | 2          | 2          | -          | -          | -      |
| Complementi di matematica                          | -          | -          | 1          | 1          | -      |
| Chimica analitica e strumentale                    | -          | -          | 7(5)       | 6(4)       | 8(7)   |
| Chimica organica e biochimica                      | -          | -          | 5(2)       | 5(3)       | 3(1)   |
| Tecnologie chimiche industriali                    | -          | -          | 4(1)       | 5(2)       | 6(2)   |
| Scienze motorie e sportive                         | 2          | 2          | 2          | 2          | 2      |
| Religione cattolica o attività alternative         | 1          | 1          | 1          | 1          | 1      |
| Totale delle ore settimanali                       | 33(5)      | 32(3)      | 32(8)      | 32(9)      | 32(10) |

#### Articolazione biotecnologie ambientali
| Discipline                                                   | 1° Biennio | 1° Biennio | 2° Biennio | 2° Biennio | V anno |
| Discipline                                                   | I anno     | II anno    | III anno   | IV anno    | V anno |
| ------------------------------------------------------------ | ---------- | ---------- | ---------- | ---------- | ------ |
| Lingua e letteratura italiana                                | 4          | 4          | 4          | 4          | 4      |
| Lingua inglese                                               | 3          | 3          | 3          | 3          | 3      |
| Storia                                                       | 2          | 2          | 2          | 2          | 2      |
| Matematica                                                   | 4          | 4          | 3          | 3          | 3      |
| Tecnologie informatiche                                      | 3(2)       | -          | -          | -          | -      |
| Scienze e tecnologie applicate                               | -          | 3          | -          | -          | -      |
| Scienze integrate (Fisica)                                   | 3(1)       | 3(1)       | -          | -          | -      |
| Scienze integrate (Chimica)                                  | 3(1)       | 3(1)       | -          | -          | -      |
| Scienze integrate (scienze della Terra e biologia)           | 2          | 2          | -          | -          | -      |
| Geografia generale ed economica                              | 1          | -          | -          | -          | -      |
| Tecnologie e tecniche di rappresentazione grafica            | 3(1)       | 3(1)       | -          | -          | -      |
| Diritto ed economia                                          | 2          | 2          | -          | -          | -      |
| Complementi di matematica                                    | -          | -          | 1          | 1          | -      |
| Chimica analitica e strumentale                              | -          | -          | 4(2)       | 4(2)       | 4(2)   |
| Chimica organica e biochimica                                | -          | -          | 4(2)       | 4(2)       | 4(2)   |
| Biologia, microbiologia e tecnologie di controllo ambientale | -          | -          | 6(4)       | 6(4)       | 6(4)   |
| Fisica ambientale                                            | -          | -          | 2(1)       | 2(1)       | 3(1)   |
| Scienze motorie e sportive                                   | 2          | 2          | 2          | 2          | 2      |
| Religione cattolica o attività alternative                   | 1          | 1          | 1          | 1          | 1      |
| Totale delle ore settimanali                                 | 33(5)      | 32(3)      | 32(9)      | 32(9)      | 32(9)  |

#### Articolazione biotecnologie sanitarie[3]
| Discipline                                                  | 1° Biennio | 1° Biennio | 2° Biennio | 2° Biennio | V anno |
| Discipline                                                  | I anno     | II anno    | III anno   | IV anno    | V anno |
| ----------------------------------------------------------- | ---------- | ---------- | ---------- | ---------- | ------ |
| Lingua e letteratura italiana                               | 4          | 4          | 4          | 4          | 4      |
| Lingua inglese                                              | 3          | 3          | 3          | 3          | 3      |
| Storia                                                      | 2          | 2          | 2          | 2          | 2      |
| Geografia generale ed economica                             | 1          | -          | -          | -          | -      |
| Matematica                                                  | 4          | 4          | 3          | 3          | 3      |
| Diritto ed economia                                         | 2          | 2          | -          | -          | -      |
| Complementi di matematica                                   | -          | -          | 1          | 1          | -      |
| Scienze integrate (Fisica)                                  | 3(1)       | 3(1)       | -          | -          | -      |
| Scienze integrate (Chimica)                                 | 3(1)       | 3(1)       | -          | -          | -      |
| Scienze integrate (scienze della Terra e biologia)          | 2          | 2          | -          | -          | -      |
| Tecnologie e tecniche di rappresentazione grafica           | 3(1)       | 3(1)       | -          | -          | -      |
| Tecnologie informatiche                                     | 3(2)       | -          | -          | -          | -      |
| Scienze e tecnologie applicate                              | -          | 3          | -          | -          | -      |
| Chimica analitica e strumentale                             | -          | -          | 3(2)       | 3(2)       | -      |
| Chimica organica e biochimica                               | -          | -          | 3(2)       | 3(2)       | 4(4)   |
| Biologia, microbiologia e tecnologie di controllo sanitario | -          | -          | 4(2)       | 4(2)       | 4(3)   |
| Igiene, anatomia, fisiologia, patologia                     | -          | -          | 6(2)       | 6(3)       | 6(3)   |
| Legislazione sanitaria                                      | -          | -          | -          | -          | 3      |
| Scienze motorie e sportive                                  | 2          | 2          | 2          | 2          | 2      |
| Religione cattolica o attività alternative                  | 1          | 1          | 1          | 1          | 1      |
| Totale delle ore settimanali                                | 33(5)      | 32(3)      | 32(8)      | 32(9)      | 32(10) |

L'attività didattica di laboratorio caratterizza gli insegnamenti dell'area di indirizzo dei percorsi degli istituti tecnici; le ore indicate tra parentesi sono riferite alle attività di laboratorio che prevedono la compresenza degli insegnanti tecnico-pratici.

### Sistema moda
Indirizzo che va a sostituire l'istituto tecnico industriale (indirizzi di arti tessili). Il piano di studi previsto a partire dall'anno scolastico 2010/2011 è il seguente. Sono presenti due articolazioni, scelte al terzo anno:
| Discipline | 1° Biennio           | 1° Biennio           | 2° Biennio           | 2° Biennio           | V anno               |
| Discipline | I anno               | II anno              | III anno             | IV anno              | V anno               |
| Discipline in comune | Discipline in comune | Discipline in comune | Discipline in comune | Discipline in comune | Discipline in comune |
| --- | -------------------- | -------------------- | -------------------- | -------------------- | -------------------- |
| Lingua e letteratura italiana                                                                                           | 4                    | 4                    | 4                    | 4                    | 4                    |
| Lingua inglese | 3                    | 3                    | 3                    | 3                    | 3                    |
| Storia | 2                    | 2                    | 2                    | 2                    | 2                    |
| Matematica | 4                    | 4                    | 3                    | 3                    | 3                    |
| Tecnologie informatiche                                                                                                 | 3(2)                 | -                    | -                    | -                    | -                    |
| Scienze e tecnologie applicate                                                                                          | -                    | 3                    | -                    | -                    | -                    |
| Scienze integrate (Fisica)                                                                                              | 3(1)                 | 3(1)                 | -                    | -                    | -                    |
| Scienze integrate (Chimica)                                                                                             | 3(1)                 | 3(1)                 | -                    | -                    | -                    |
| Scienze integrate scienze della Terra e biologia)                                                                       | 2                    | 2                    | -                    | -                    | -                    |
| Geografia generale ed economica                                                                                         | 1                    | -                    | -                    | -                    | -                    |
| Tecnologie e tecniche di rappresentazione grafica                                                                       | 3(1)                 | 3(1)                 | -                    | -                    | -                    |
| Diritto ed economia | 2                    | 2                    | -                    | -                    | -                    |
| Complementi di matematica                                                                                               | -                    | -                    | 1                    | 1                    | -                    |
| Chimica applicata e nobilitazione dei materiali per i prodotti moda                                                     | -                    | -                    | 3(1)                 | 3(2)                 | 3(2)                 |
| Economia e marketing delle aziende della moda                                                                           | -                    | -                    | 2                    | 3                    | 3                    |
| Scienze motorie e sportive                                                                                              | 2                    | 2                    | 2                    | 2                    | 2                    |
| Religione cattolica o attività alternative                                                                              | 1                    | 1                    | 1                    | 1                    | 1                    |
| Articolazione tessile, abbigliamento e moda                                                                             |                      |                      |                      |                      |                      |
| Tecnologie dei materiali e dei processi produttivi e organizzativi della moda (applicato all'industria tessile)         | -                    | -                    | 5(3)                 | 4(2)                 | 5(4)                 |
| Ideazione, progettazione e industrializzazione dei prodotti moda (applicato all'industria tessile)                      | -                    | -                    | 6(5)                 | 6(4)                 | 6(4)                 |
| Articolazione calzature e moda                                                                                          |                      |                      |                      |                      |                      |
| Tecnologie dei materiali e dei processi produttivi e organizzativi della moda (applicato all'industria della calzature) | -                    | -                    | 5(3)                 | 4(2)                 | 5(4)                 |
| Ideazione, progettazione e industrializzazione dei prodotti moda (applicato all'industria della calzature)              | -                    | -                    | 6(5)                 | 6(4)                 | 6(4)                 |
| Totale delle ore settimanali                                                                                            | 33(5)                | 32(3)                | 32(9)                | 32(8)                | 32(10)               |

L'attività didattica di laboratorio caratterizza gli insegnamenti dell'area di indirizzo dei percorsi degli istituti tecnici; le ore indicate tra parentesi sono riferite alle attività di laboratorio che prevedono la compresenza degli insegnanti tecnico-pratici.

### Agraria, agroalimentare e agroindustria
Indirizzo che va a sostituire l'istituto tecnico agrario. Il piano di studi previsto a partire dall'anno scolastico 2010/2011 è il seguente:

#### Articolazione produzioni e trasformazioni
| Discipline                                         | 1° Biennio | 1° Biennio | 2° Biennio | 2° Biennio | V anno |
| Discipline                                         | I anno     | II anno    | III anno   | IV anno    | V anno |
| -------------------------------------------------- | ---------- | ---------- | ---------- | ---------- | ------ |
| Lingua e letteratura italiana                      | 4          | 4          | 4          | 4          | 4      |
| Lingua inglese                                     | 3          | 3          | 3          | 3          | 3      |
| Storia                                             | 2          | 2          | 2          | 2          | 2      |
| Matematica                                         | 4          | 4          | 3          | 3          | 3      |
| Tecnologie informatiche                            | 3(2)       | -          | -          | -          | -      |
| Scienze e tecnologie applicate                     | -          | 3          | -          | -          | -      |
| Scienze integrate (Fisica)                         | 3(1)       | 3(1)       | -          | -          | -      |
| Scienze integrate (Chimica)                        | 3(1)       | 3(1)       | -          | -          | -      |
| Scienze integrate (scienze della Terra e biologia) | 2          | 2          | -          | -          | -      |
| Geografia generale ed economica                    | 1          | -          | -          | -          | -      |
| Tecnologie e tecniche di rappresentazione grafica  | 3(1)       | 3(1)       | -          | -          | -      |
| Diritto ed economia                                | 2          | 2          | -          | -          | -      |
| Complementi di matematica                          | -          | -          | 1          | 1          | -      |
| Produzioni animali                                 | -          | -          | 3          | 3          | 2      |
| Produzioni vegetali                                | -          | -          | 5          | 4          | 4      |
| Trasformazione dei prodotti                        | -          | -          | 2          | 3          | 3      |
| Economia, estimo, marketing e legislazione         | -          | -          | 3          | 2          | 3      |
| Genio rurale                                       | -          | -          | 3          | 2          | -      |
| Biotecnologie agrarie                              | -          | -          | -          | 2          | 3      |
| Gestione dell'ambiente e del territorio            | -          | -          | -          | -          | 2      |
| Scienze motorie e sportive                         | 2          | 2          | 2          | 2          | 2      |
| Religione cattolica o attività alternative         | 1          | 1          | 1          | 1          | 1      |
| Totale delle ore settimanali                       | 33(5)      | 32(3)      | 32         | 32         | 32     |

#### Articolazione gestione dell'ambiente e del territorio
| Discipline                                         | 1° Biennio | 1° Biennio | 2° Biennio | 2° Biennio | V anno |
| Discipline                                         | I anno     | II anno    | III anno   | IV anno    | V anno |
| -------------------------------------------------- | ---------- | ---------- | ---------- | ---------- | ------ |
| Lingua e letteratura italiana                      | 4          | 4          | 4          | 4          | 4      |
| Lingua inglese                                     | 3          | 3          | 3          | 3          | 3      |
| Storia                                             | 2          | 2          | 2          | 2          | 2      |
| Matematica                                         | 4          | 4          | 3          | 3          | 3      |
| Tecnologie informatiche                            | 3(2)       | -          | -          | -          | -      |
| Scienze e tecnologie applicate                     | -          | 3          | -          | -          | -      |
| Scienze integrate (Fisica)                         | 3(1)       | 3(1)       | -          | -          | -      |
| Scienze integrate (Chimica)                        | 3(1)       | 3(1)       | -          | -          | -      |
| Scienze integrate (scienze della Terra e biologia) | 2          | 2          | -          | -          | -      |
| Geografia generale ed economica                    | 1          | -          | -          | -          | -      |
| Tecnologie e tecniche di rappresentazione grafica  | 3(1)       | 3(1)       | -          | -          | -      |
| Diritto ed economia                                | 2          | 2          | -          | -          | -      |
| Complementi di matematica                          | -          | -          | 1          | 1          | -      |
| Produzioni animali                                 | -          | -          | 3          | 3          | 2      |
| Produzioni vegetali                                | -          | -          | 5          | 4          | 4      |
| Trasformazione dei prodotti                        | -          | -          | 2          | 2          | 2      |
| Economia, estimo, marketing e legislazione         | -          | -          | 2          | 3          | 3      |
| Genio rurale                                       | -          | -          | 2          | 2          | 2      |
| Biotecnologie agrarie                              | -          | -          | 2          | 2          | -      |
| Gestione dell'ambiente e del territorio            | -          | -          | -          | -          | 4      |
| Scienze motorie e sportive                         | 2          | 2          | 2          | 2          | 2      |
| Religione cattolica o attività alternative         | 1          | 1          | 1          | 1          | 1      |
| Totale delle ore settimanali                       | 33(5)      | 32(3)      | 32         | 32         | 32     |

#### Articolazione viticoltura ed enologia
| Discipline                                         | 1° Biennio | 1° Biennio | 2° Biennio | 2° Biennio | V anno |
| Discipline                                         | I anno     | II anno    | III anno   | IV anno    | V anno |
| -------------------------------------------------- | ---------- | ---------- | ---------- | ---------- | ------ |
| Lingua e letteratura italiana                      | 4          | 4          | 4          | 4          | 4      |
| Lingua inglese                                     | 3          | 3          | 3          | 3          | 3      |
| Storia                                             | 2          | 2          | 2          | 2          | 2      |
| Matematica                                         | 4          | 4          | 4          | 4          | 3      |
| Tecnologie informatiche                            | 3(2)       | -          | -          | -          | -      |
| Scienze e tecnologie applicate                     | -          | 3          | -          | -          | -      |
| Scienze integrate (Fisica)                         | 3(1)       | 3(1)       | -          | -          | -      |
| Scienze integrate (Chimica)                        | 3(1)       | 3(1)       | -          | -          | -      |
| Scienze integrate (scienze della Terra e biologia) | 2          | 2          | -          | -          | -      |
| Geografia generale ed economica                    | 1          | -          | -          | -          | -      |
| Tecnologie e tecniche di rappresentazione grafica  | 3(1)       | 3(1)       | -          | -          | -      |
| Diritto ed economia                                | 2          | 2          | -          | -          | -      |
| Produzioni animali                                 | -          | -          | 3          | 3          | 2      |
| Produzioni vegetali                                | -          | -          | 5          | 4          | -      |
| Viticoltura e difesa della vite                    | -          | -          | -          | -          | 4      |
| Trasformazione dei prodotti                        | -          | -          | 2          | 2          | -      |
| Enologia                                           | -          | -          | -          | -          | 4      |
| Economia, estimo, marketing e legislazione         | -          | -          | 3          | 2          | 2      |
| Genio rurale                                       | -          | -          | 2          | 2          | -      |
| Biotecnologie agrarie                              | -          | -          | -          | 3          | -      |
| Biotecnologie vitivinicole                         | -          | -          | -          | -          | 3      |
| Gestione dell'ambiente e del territorio            | -          | -          | -          | -          | 2      |
| Scienze motorie e sportive                         | 2          | 2          | 2          | 2          | 2      |
| Religione cattolica o attività alternative         | 1          | 1          | 1          | 1          | 1      |
| Totale delle ore settimanali                       | 33(5)      | 32(3)      | 32         | 32         | 32     |

L'attività didattica di laboratorio caratterizza gli insegnamenti dell'area di indirizzo dei percorsi degli istituti tecnici; le ore indicate tra parentesi sono riferite alle attività di laboratorio che prevedono la compresenza degli insegnanti tecnico-pratici.

### Costruzioni, ambiente e territorio
Indirizzo che va a sostituire l'istituto tecnico per geometri e l'istituto tecnico industriale (indirizzi di edilizia). Il piano di studi previsto a partire dall'anno scolastico 2010/2011 è il seguente. Al terzo anno viene scelta una delle due articolazioni, laddove offerte:
| Discipline                                                             | 1° Biennio           | 1° Biennio           | 2° Biennio           | 2° Biennio           | V anno               |
| Discipline                                                             | I anno               | II anno              | III anno             | IV anno              | V anno               |
| Discipline in comune                                                   | Discipline in comune | Discipline in comune | Discipline in comune | Discipline in comune | Discipline in comune |
| ---------------------------------------------------------------------- | -------------------- | -------------------- | -------------------- | -------------------- | -------------------- |
| Lingua e letteratura italiana                                          | 4                    | 4                    | 4                    | 4                    | 4                    |
| Lingua inglese                                                         | 3                    | 3                    | 3                    | 3                    | 3                    |
| Storia                                                                 | 2                    | 2                    | 2                    | 2                    | 2                    |
| Matematica                                                             | 4                    | 4                    | 4                    | 4                    | 3                    |
| Tecnologie informatiche                                                | 3(2)                 | -                    | -                    | -                    | -                    |
| Scienze e tecnologie applicate                                         | -                    | 3                    | -                    | -                    | -                    |
| Scienze integrate (Fisica)                                             | 3(1)                 | 3(1)                 | -                    | -                    | -                    |
| Scienze integrate (Chimica)                                            | 3                    | 3(2)                 | -                    | -                    | -                    |
| Scienze integrate (scienze della Terra e biologia)                     | 2                    | 2                    | -                    | -                    | -                    |
| Geografia generale ed economica                                        | 1                    | -                    | -                    | -                    | -                    |
| Tecnologie e tecniche di rappresentazione grafica                      | 3(1)                 | 3(1)                 | -                    | -                    | -                    |
| Diritto ed economia                                                    | 2                    | 2                    | -                    | -                    | -                    |
| Scienze motorie e sportive                                             | 2                    | 2                    | 2                    | 2                    | 2                    |
| Religione cattolica o attività alternative                             | 1                    | 1                    | 1                    | 1                    | 1                    |
| Articolazione generale                                                 |                      |                      |                      |                      |                      |
| Gestione del cantiere e sicurezza dell'ambiente di lavoro              | -                    | -                    | 2(1)                 | 2(1)                 | 2(1)                 |
| Progettazione, costruzioni e impianti                                  | -                    | -                    | 7(1)                 | 6(1)                 | 7(1)                 |
| Geopedologia, economia ed estimo                                       | -                    | -                    | 3(1)                 | 4(1)                 | 4(1)                 |
| Topografia                                                             | -                    | -                    | 4(1)                 | 4(1)                 | 4(1)                 |
| Articolazione generale, Opzione tecnologie del legno nelle costruzioni |                      |                      |                      |                      |                      |
| Gestione del cantiere e sicurezza dell'ambiente di lavoro              | -                    | -                    | 2(2)                 | 2(2)                 | 2(2)                 |
| Progettazione, costruzioni e impianti                                  | -                    | -                    | 4(2)                 | 3(2)                 | 4(2)                 |
| Tecnologie del legno nelle costruzioni                                 | -                    | -                    | 4(3)                 | 4(3)                 | 5(3)                 |
| Geopedologia, economia ed estimo                                       | -                    | -                    | 3                    | 3                    | 3                    |
| Topografia                                                             | -                    | -                    | 3(2)                 | 4(2)                 | 3(2)                 |
| Articolazione geotecnico                                               |                      |                      |                      |                      |                      |
| Gestione del cantiere e sicurezza dell'ambiente di lavoro              | -                    | -                    | 2                    | 2                    | 2                    |
| Geologia e geologia applicata                                          | -                    | -                    | 5                    | 5                    | 5                    |
| Topografia e costruzioni                                               | -                    | -                    | 3                    | 3                    | 4                    |
| Tecnologie per la gestione del territorio e dell'ambiente              | -                    | -                    | 6                    | 6                    | 6                    |
| Totale delle ore settimanali                                           | 33(4)                | 32(4)                | 32                   | 32                   | 32                   |

L'attività didattica di laboratorio caratterizza gli insegnamenti dell'area di indirizzo dei percorsi degli istituti tecnici; le ore indicate tra parentesi sono riferite alle attività di laboratorio che prevedono la compresenza degli insegnanti tecnico-pratici.

## Storia e ordinamento previgente
Le articolazioni, laddove presenti, vengono scelte al secondo anno e vengono attivate nel triennio finale. Il biennio è infatti comunque l'indirizzo di studi. Di seguito la tabella di confluenza dei precedenti ordinamenti:
| Ordinamento attuale                   | Ordinamento attuale                     | Ordinamento previgente        |
| ------------------------------------- | --------------------------------------- | ----------------------------- |
| Istituto tecnico, settore tecnologico | Meccanica, meccatronica ed energia      | Istituto tecnico industriale  |
| Istituto tecnico, settore tecnologico | Trasporti e logistica                   | Istituto tecnico industriale  |
| Istituto tecnico, settore tecnologico | Trasporti e logistica                   | Istituto tecnico nautico      |
| Istituto tecnico, settore tecnologico | Trasporti e logistica                   | Istituto tecnico aeronautico  |
| Istituto tecnico, settore tecnologico | Elettronica ed elettrotecnica           | Istituto tecnico industriale  |
| Istituto tecnico, settore tecnologico | Informatica e telecomunicazioni         | Istituto tecnico industriale  |
| Istituto tecnico, settore tecnologico | Grafica e comunicazione                 | Istituto tecnico industriale  |
| Istituto tecnico, settore tecnologico | Chimica, materiali e biotecnologie      | Istituto tecnico industriale  |
| Istituto tecnico, settore tecnologico | Sistema moda                            | Istituto tecnico industriale  |
| Istituto tecnico, settore tecnologico | Agraria, agroalimentare e agroindustria | Istituto tecnico industriale  |
| Istituto tecnico, settore tecnologico | Agraria, agroalimentare e agroindustria | Istituto tecnico agrario      |
| Istituto tecnico, settore tecnologico | Costruzioni, ambiente e territorio      | Istituto tecnico industriale  |
| Istituto tecnico, settore tecnologico | Costruzioni, ambiente e territorio      | Istituto tecnico per geometri |

## Iscrizioni
Nell'anno scolastico 2024/2025 gli iscritti sono stati il 19,41% con un aumento dello 0,01% rispetto all'anno scolastico 2023/2024, l'indirizzo con più iscritti è  Informatica e Telecomunicazioni (5,71%) e quello con meno Sistema Moda (0,27%).